# Cypress Hill
Sajpres hil (engl. Cypress Hill) je četvoročlana hip-hop grupa iz Saut Gejta, Kalifornija. Oni su prva latinoamerička grupa sa platinastim i multi-platinastim tiražom. Najveći hitovi su im „Insane in the brain”, „How I could just kill a man”, „Dr Greenthumb” i „Lowrider”. Prvobitno ime grupe je bilo DVX, da bi posle Mellow Man Ace-ovog napuštanja grupe 1988. promenila ime u Sajpres hil. Poznati su i kao borci za legalizaciju kanabisa. Sarađivali su sa velikim brojem muzičara među kojima su: Eminem, Dr. Dre, RZA, Metod Men, Redmen, Kurput, House of Pain, Til Armstrong, Snup Dog, Dejmijan Marli (sin Boba Marlija) … Nastupali su na Egzitu 2004. i Tuborg Grin Festu 2008.

## Članovi grupe
- Bi Ril
- Sen Dog
- Erik Bobo
- Di-Džej Mags

## Diskografija
- 1991:
- 1993:
- 1995: III:
- 1996:
- 1998: IV
- 1999:
- 2000:
- 2000:
- 2001:
- 2002:
- 2004:
- 2005:
- 2010: Rise Up
- 2018: Elephants on Acid
- 2022: Back in Black

## Spoljašnje veze
- Zvanični sajt grupe